# Augit
Az augit a lánc- vagy szalagszilikátok piroxéncsoportjának tagja, ezen belül a klinopiroxének közé sorolják. Werner nevű geológust tartják felfedezőjének, mert 1792-ben először ismertette tulajdonságait. Gyakran megtalálható a vastartalmú meteoritokban a piroxéncsoport más tagjainak társaságában. Titántartalma néha eléri az 5 térfogat %-ot.
Az augit szó görög eredetű: aygé (αυγἠ) jelentése fény, (nap)sugár, ragyogás.

## Jellemző kémiai összetétele
- Kalcium (Ca) =15,3%
- Nátrium (Na) =1,0%
- Magnézium (Mg) =9,2%
- Vas (Fe) =4,7%
- Alumínium (Al) =4,6%
- Titán (Ti) =2,0%
- Szilícium (Si) =22,6%
- Oxigén (O) =40,6%

## Keletkezése
Elsődlegesen ultrabázikus és bázikus, kis kovasav (SiO2) tartalmú magmákból szilárdul meg, az andezit, bazalt, dácit, riolit és trachit kőzetalkotó elegyrésze. Metaszomatikus képződése is jellemző, amikor a magas hőmérsékletű magma behatol a mészkövek, palák rétegződésébe.
Hasonló kristályok: diopszid, ensztatit és a turmalin.

## Előfordulásai
Ausztriában Salzburg környékén. Németország területén a Rajna mentén Milseburg és Eifel környékén, Baden-Württemberg tartományban. Angliában Chumberland közelében. Skócia területén és Grönlandon több helyen. Franciaországban Aunvergne közelében. A Spanyolország fennhatósága alatt lévő Kanári-szigeteken. Csehország területén Pilsen közelében. Olaszországban a ma is aktív vulkanikusságú Vezúv, Etna és Stromboli körzetében friss képződése is tanulmányozható. Norvégiában Arendal közelében. Románia területén Déva közelében és a Hargita-hegységben. Oroszország területén a magadani körzetben a Kolyma folyó övezetében. Ukrajna területén a Donyeck-vidéken. Pakisztán területén és India Andhra Pradech államában. Guinea fővárosa Conakry közelében. Nevezetes a Líbia területén Dar el Gani közelében becsapódott meteoritban. Megtalálható a Dél-afrikai Köztársaság Transvaal tartományában. Brazíliában Sao Paulo környékén. Az Egyesült Államok Montana, Oregon, Colorado és New York szövetségi államok területein. kanadában Ontario és Quebeck Tartományokban több helyen. Ausztrália területén Nyugat-Ausztrália, Új-Dél-Wales, Queensland területén és Tasmánia-szigetén. Jelentős előfordulások vannak Új-Zéland északi szigetén.
Kísérő ásványok: albit, apatit, biotit, kalcit, magnetit és olivin.

## Hazai előfordulások
Diósjenő községtől nyugatra a Cseh-vár és a Magas-hegy oldalában andezittufa agglomerátban jól fejlett augit  amfibol és a gránátcsoporthoz tartozó kristályok vannak, itt diopszid elegykristályaként is megtalálható az augit. Salgótarján közelében a Medves-hegy bazalt takarója több lávaömlés eredménye, melyben egy szabálytalan rétegzettségű kristálytufa települ 1,5-2,0 méter vastagságban. A kristálytufa 25%-a augit kristályokból áll, melyekből legömbölyödött szemek mellett fejlett kristályok is vannak. Vindornyaszőlős mellett a Kovács-hegy bazalt kőfejtőjében találhatók augit kristályok. A bazaltos augit kristályok a Balaton-felvidék több pontján fellelhetők, így Zalahaláp mellett a Haláp-hegy, a Szentgyörgy-hegy bazalt orgonái között, Uzsa község Nagyláz-hegy kőbányájában a zeolitcsoport kristályai társaságában. A Kisalföld peremén Celldömölk közelében a Ság hegy bazaltvulkán kiömlési és tufa anyagában az üregek, repedések falán gyakori a kőzetalkotó augit. Borsod megyében Sály község mellett a Trizsa-hegy oldalán kiterjedt homokréteg tartalmaz a piroxéncsoporthoz tartozó hipersztén és ép, zömök, oszlopos augit kristályokat. Visegrád környékén több helyen és a Börzsöny hegységben is andezit kötődésű augit kristályok találhatók.